# 郭庄镇 (句容市)
郭庄镇，是中华人民共和国江苏省鎮江市句容市下辖的一个乡镇级行政单位。

## 行政区划
郭庄镇下辖以下地区：
郭庄社区、葛村社区、郭庄村、金星村、孔塘村、甲山村、端王村、庄里村、经戴村、百丈村、朝阳村、葛村、东湖村、东方红村、刘巷村、方溪村、东岗头村、百里村、虬北村和五堵坊村。